# Internacional Femenil Poza Rica 2013
L'Internacional Femenil Poza Rica 2013 è stato un torneo di tennis facente parte della categoria ITF Women's Circuit nell'ambito dell'ITF Women's Circuit 2013. Il torneo si è giocato a Poza Rica in Messico dall'8 al 14 aprile 2013 su campi in cemento e aveva un montepremi di $25,000.

## Vincitrici

### Singolare
Jovana Jakšić ha battuto in finale  Julia Cohen con il punteggio di 2–6, 6–3, 6–4

### Doppio
María Fernanda Álvarez Terán /  Maria Fernanda Alves hanno battuto in finale  Stéphanie Dubois /  Ol'ga Savčuk con il punteggio di 6–2, 6–3